# Isdalen, Bergen

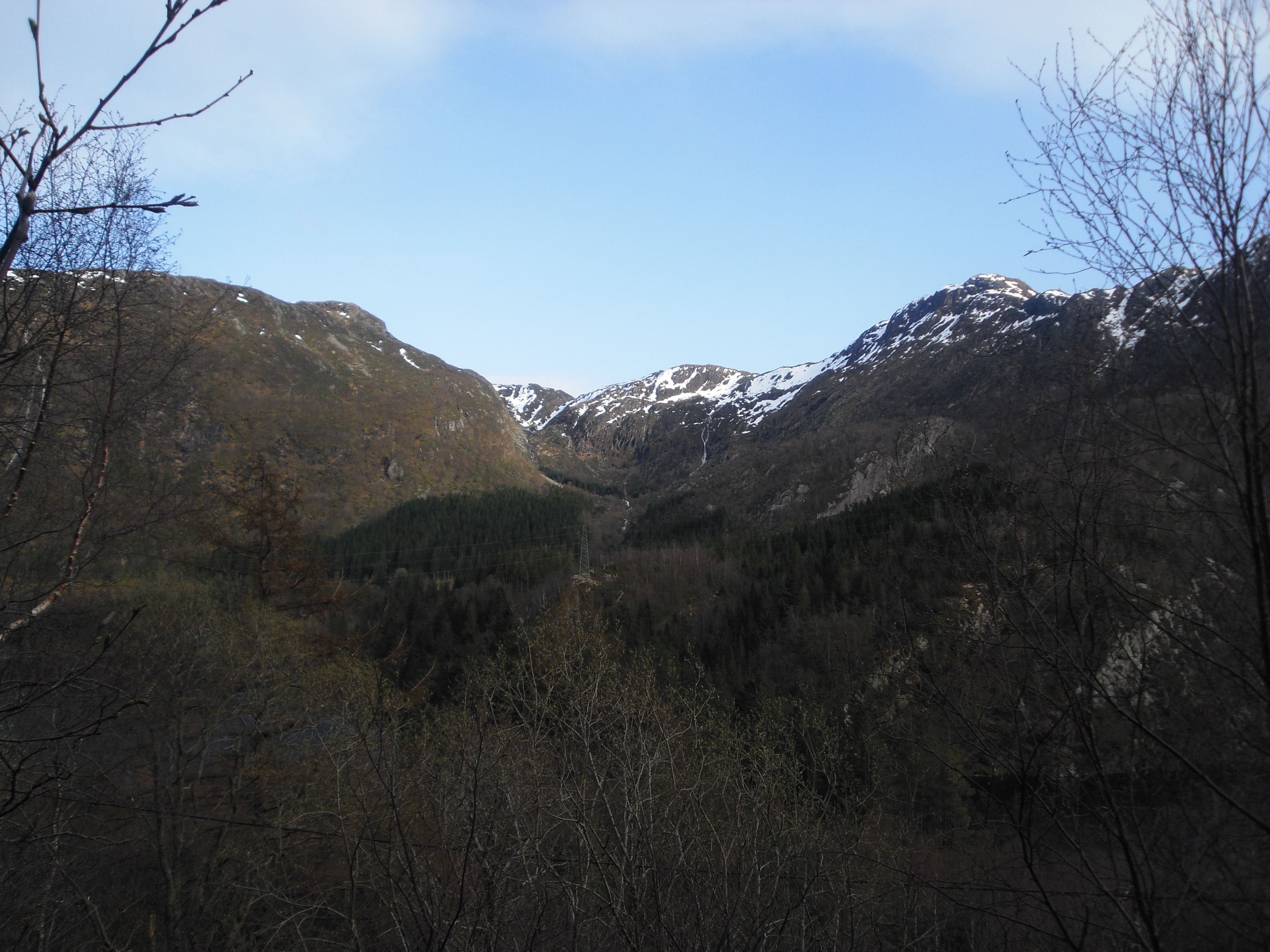
Isdalen, där den mystiska Isdalskvinnan påträffades död.

Isdalen är en dal som löper från Svartedikets sydöstra långsida och upp till "baksidan" av Ulriken i närheten av Bergen, i Norge. Namnet Isdalen betecknar också dalens förlängning bort mot Svartediket, där Bergen hämtar delar av sitt dricksvatten. 
Det finns två andra dalar som går upp från samma ände av Svartediket: Vattendalen där Tarlebøveien löper upp mot Rundeman och Blåmanen; och Hardbakkadalen, som fungerade som postväg mellan 1600 och 1780.
Isdalen hade som mest tretton gårdar. Det var de första gårdarna i Årstad som ägdes av bönderna själva, vilket gjorde dem valbara till områdets distriktsråd.
Jordbruksverksamheten lades ner vid 1900-talets början på grund av Svartediket börjat nyttjas som vattentäkt år 1855.
I oktober 1947 tog Bergens kommun upp frågan om att flytta vaktmästarens hus vid ammunitionstidningen i Isdalen. 4:e divisionen hade ingen invändning mot att huset flyttades högre upp, eller till den nya Tarlebøveien runt Isdalsvannet för transport. Villkoret var att vägen hölls i trafik.
Idag är trakten ett allmänt utfärds- och vandringsområde.